# 戴昌
戴昌，孙吴末期、西晋初期人物，徐州广陵郡（今江苏扬州市西北）人。戴渊的父亲。
戴昌的父亲戴烈官至东吴的左将军。赤乌十三年（250年），魏军围南郡、攻西陵，戴烈与陆凯前去抵御。戴昌后来官至太尉，盛彦八岁时，拜访戴昌，戴昌赠诗给他看，盛彦于坐相答。孙吴灭亡，戴昌担任武陵郡太守。戴昌善谈论，与潘京谈论时，潘京假托之言应付，戴昌以为他不如自己，笑着打发他走，让他找自己的儿子戴渊，潘京才高谈阔论。戴昌偷听，叹服道：“才能是不可假借的。”于是父子都敬服潘京。戴昌官至会稽郡太守。